# Confessions on a Dance Floor
Confessions on a Dance Floor é o décimo álbum de estúdio da artista musical estadunidense Madonna, lançado em 11 de novembro de 2005 através da gravadora Warner Bros.. Cansada dos temas políticos que havia incluído em seu último disco, American Life, a cantora sentiu necessidade de "relaxar e ficar de bom humor" em seu próximo projeto. Em 2004, pouco após o término da turnê Re-Invention Tour, ela começou a trabalhar em novas canções com Mirwais Ahmadzaï. No entanto, sentiu que o trabalho dele não estava indo na direção que queria, então iniciou uma nova colaboração com Stuart Price, com quem havia trabalhado em seu documentário I'm Going to Tell You a Secret. O disco foi gravado em estúdios no Reino Unido e Suécia, no decorrer de 2005.
Musicalmente, o projeto marca um afastamento de American Life, pois incluí influências da música disco e dance das décadas de 1970 e 1980, bem como do dance-pop  contemporâneo. É estruturado como uma set list de um disco-jóquei (DJ), onde cada música é organizada juntas para que sejam tocadas continuamente, sem qualquer pausa, ao longo do álbum. Seu título vem do fato de que seu alinhamento de faixas consiste em canções leves e alegres no início, antes de progredir para melodias mais sombrias. Liricamente, descreve sentimentos e compromissos pessoais, contendo referências de obras de artistas famosos da disco music como ABBA, Donna Summer, Pet Shop Boys, Bee Gees e Depeche Mode, bem como do estilo musical de Madonna na década de 1980.
Confessions on a Dance Floor recebeu análises amplamente positivas da mídia especializada, a qual prezou a sua composição, assim como a direção musical de Price, e chamaram-no de "retorno de Madonna". Como resultado, recebeu diversos prêmios e indicações, incluindo um Grammy, vencido na categoria Melhor Álbum de Dance ou Eletrônica. Obteve êxito comercial, liderando as tabelas musicais de 40 países, como Alemanha, Brasil, Canadá, França e Reino Unido, o que o garantiu um lugar no Livro Guinness de Recordes Mundiais. Nos Estados Unidos, liderou a tabela Billboard 200, vendendo 350 mil cópias em sua semana de estreia, convertendo-se no sexto álbum de Madonna nessa posição e o terceiro a debutar diretamente nela. Em âmbito global, foi o sexto álbum mais vendido de 2005 e comercializou mais de 10 milhões de exemplares em sua totalidade.
De Confessions on a Dance Floor foram lançados quatro singles, alguns dos quais obtiveram sucesso internacional. O primeiro, "Hung Up", foi lançado em outubro de 2005 e tornou-se a canção de maior sucesso da artista em anos, listando-se no topo das tabelas de 41 países, como Alemanha, Austrália, Canadá e Reino Unido. Em território estadunidense, a composição atingiu o oitavo lugar na Billboard Hot 100, tornando-se o 37.º tema de Madonna a conseguir atingir as dez primeiras posições na tabela, empatando-a com Elvis Presley. O segundo, "Sorry", converteu-se no décimo segundo tema da artista em primeiro lugar no Reino Unido. Os dois últimos focos de promoção, "Get Together" e "Jump", obtiveram um desempenho moderado, não conseguido entrar na Billboard Hot 100. A divulgação do disco consistiu em apresentações feitas em diversos programas televisivos ao redor do mundo, como Wetten, dass..? e Star Academy, e em premiações como MTV Video Music Awards e Grammy Awards, além da turnê promocional Hung Up Promo Tour e na mundial Confessions Tour (2006), que visitou a América do Norte, Ásia e a Europa e obteve a maior bilheteria de todos os tempos para uma artista feminina até então. Em retrospecto, o álbum é considerado um testemunho da longevidade de Madonna e de sua capacidade de se reinventar continuamente e por reviver o disco no cenário mainstream dos anos 2000.

## Antecedentes

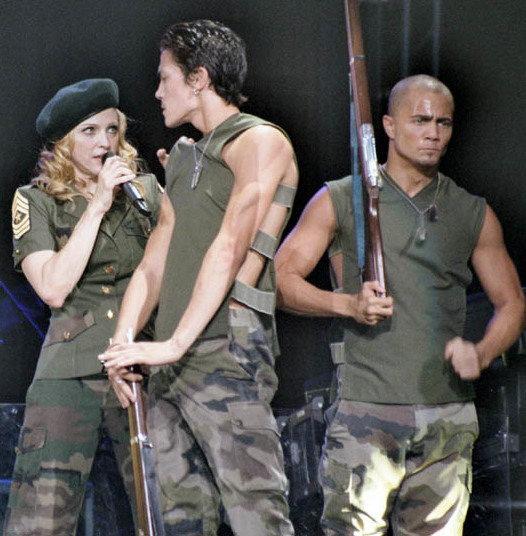
Durante várias ações para a promoção de American Life, bem como durante um ato da turnê Re-Invention (2004) (como na foto), Madonna apresentou-se trajando adereços militares.

Quando Madonna começou a trabalhar em seu nono disco de estúdio, o clima cultural americano estava desolador, devido aos ataques de 11 de setembro de 2001. Houve descontentamento e medo em todos os lugares, já que o terrorismo e o ódio surpreenderam as pessoas, que começaram a se questionar sobre a viabilidade do Sonho Americano. Enquanto desenvolvia as faixas do projeto com o produtor e DJ francês Mirwais Ahmadzaï, a intérprete questionou e ponderou esses valores. Em abril de 2003 o disco foi lançado, intitulado American Life. A confusão, a desorientação e a raiva que tomaram conta dos Estados Unidos naquele momento, foram refletidas na produção de cada canção. Musicalmente, é composto de faixas derivadas da música eletrônica, do folk, do pop e do rock. Após o seu lançamento, o projeto obteve análises mistas da mídia especializada e debutou no topo das tabelas de mercados musicais importantes, como Canadá, Estados Unidos e Reino Unido; contudo, tornou-se o álbum de Madonna com o menor número de vendas.
A fim de divulgar o disco, a artista embarcou em sua sexta turnê, intitulada Re-Invention (2004), que visitou a América do Norte e a Europa. A digressão teve como principal fonte de inspiração a instalação X-STaTIC Pro=CeSS, dirigida pelo fotógrafo Steven Klein. Ela incorporou imagens da exposição para a turnê, cujo nome era uma ironia às críticas que recebe. A turnê obteve análises positivas e foi registrada através do documentário I'm Going to Tell You a Secret. Sobre esse período da carreira da cantora, em seu artigo Confissões da Indústria Musical: Madonna e a Arte de se Reinventar o acadêmico Eduardo Rodrigues analisa; "As lembranças mais recentes que o grande público tinha de Madonna eram o fiasco das vendas de American Life e o seu período de turbulências e controvérsias. Era preciso que a cantora voltasse ao gosto popular, mas como conseguir isso? A resposta foi simples: voltar às origens. O décimo CD de estúdio de Madonna possuía uma construção diferenciada que mergulha fundo na atmosfera dos sintetizadores e da música eletrônica dos anos 1970 e 1980, sendo essa última data a época em que a cantora estourou".

## Desenvolvimento e gravação

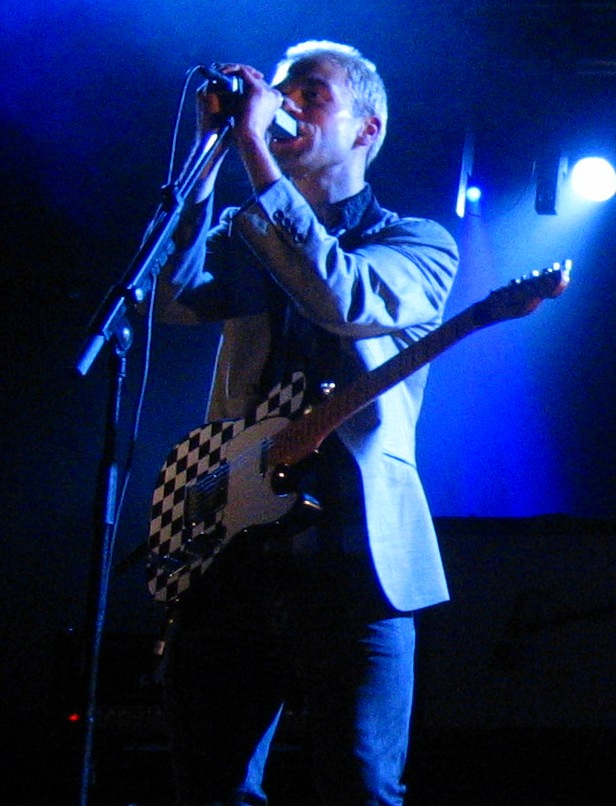
Embora sessões de gravação de Confessions on a Dance Floor não tenham se iniciado com Stuart Price, ele acabou servindo como o produtor principal do disco.

Originalmente, Madonna planejava fazer a maior parte do álbum com Mirwais Ahmadzaï, com quem já havia desenvolvido anteriormente Music e American Life. Entretanto, Ahmadzaï não se adequou a produção musical que a cantora queria para o trabalho. De acordo com a intérprete, "[o produtor] também é muito político, seriamente inteligente e intelectual. Tudo que fizemos foi sentar e falar de política o tempo todo. Então, isso não me ajudou muito, mas me ajudou a encontrar o caminho que queria. Eu acho que há um aspecto de raiva na minha música que reflete diretamente meus sentimentos naquele momento." Após a gravação de duas músicas com o produtor, a cantora decidiu parar o projeto e começar do zero. Foi então que ela recorreu a Stuart Price, que serviu como diretor musical em suas duas turnês anteriores e co-escreveu uma canção de American Life. Iniciou-se as gravações com a intenção de criar uma trilha sonora para um filme, porém os planos foram descartados. Em vez disso, decidiram usar as composições para o novo disco da cantora. Segundo ela, a mudança sentimental entre ambos os trabalhos foi fácil, uma vez que ela incluiu essas visões políticas em seu documentário I'm Going to Tell You a Secret. Ela acrescentou:
| “ | Eu estava correndo para um lado e para outro, literalmente, da sala de edição com o diretor de documentários Jonas Äkerlund para trabalhar com Stuart, que também mixou a música do filme. Estávamos juntos, sem parar, todos nós. Reduzindo 350 horas de filmagens em apenas duas horas. Há uma série de aspectos sérios no filme. Eu precisava me liberar. Quando fui com Stuart para os estúdios de gravação, era como, 'querido, eu quero dançar'. Eu queria ser feliz, boba e dinâmica. Eu queria levantar a mim e aos outros com este disco. Então, sim, o novo álbum foi uma reação a todas as outras coisas que eu estava fazendo, que foram muito graves por natureza. Espero que não implique que eu queria fazer um disco superficial, porque não é isso. Quero que as pessoas sorriam quando ouvirem esse disco. E eu queria colocar um sorriso no meu rosto, também. | ” |

Em uma entrevista à Billboard, Madonna disse que o processo de gravação foi uma situação recíproca. De acordo com a intérprete, Price chegou a ficar noites na produção das músicas, mas o fato dele ser DJ e estar acostumado a passar noites acordado a ajudou a lidar com tal situação. Isso lhe deu a chance de trabalhar em outros aspectos das composições. Observando o fato de que ela e e o músico tinham características opostas, o que ajudou na colaboração. A cantora explicou: "Nós fizemos várias gravações em sua casa. Eu chegava [lá] logo de manhã e Stuart vinha atender a porta com os pés descalços — porque estava acordado a noite toda. Eu trazia-lhe uma xícara de café e dizia: 'Stuart, sua casa está uma bagunça, não há comida no armário'. Então eu chamava alguém de minha casa para lhe trazer comida, e nós trabalhávamos o dia todo. Somos um casal raro". Ela também disse que a sintonia com Price devia-se ao seu trabalho juntos durante a turnê Re-Invention Tour. Madonna mencionou que seu relacionamento com o produtor era mais parecida com a de dois irmãos, e usavam para estabelecer colaborações formais durante o processo de gravação. Quando "Hung Up" foi escrito, Madonna foi convencida a fazer um disco só de dance music. Ela manteve (e retrabalhou) duas faixas em colaboração de Mirwais: "Future Lovers" e "Let It Will Be". O cunhado da cantora, Joe Henry, que também escreveu a versão original de "Don't Tell Me", juntou-se à equipe de compositores de "Jump". Madonna também trabalhou com muitos suecos no álbum; A dupla Bloodshy & Avant trabalhou em "How High" e "Like It or Not", enquanto Bloodshy & Avant fez a produção de "Get Together". O projeto foi gravado em Londres, em Mayfair Studios e no estúdio caseiro de Price, e Estocolmo, nos Murlyn Studios.

## Capa e lançamento
Fotografada por Steven Klein e arte do brasileiro Giovanni Bianco, a capa do álbum foi divulgada na página online de Madonna em 17 de setembro de 2005. Nele, ela faz uso de elementos das casas noturnas como o globo de espelhos no seu nome e no fundo. Sob cores vibrantes, ela é vista num passo de dança em meio a ele, com seu cabelo em um tom ruivo, trajando um collant cor rosa e sapatos chamativos. O nome do álbum reflete o que se é encontrado na obra. Traduzido livremente para o português, Confissões na Pista de Dança mescla temas variados em um tom confessional, como o amor, a religião, a superação de problemas e a fama. Portanto não deixa de ser um álbum pessoal no qual a artista invoca, mais uma vez, o seu lado artístico questionador, fazendo isso de forma mais sutil e provando que diferentes temas podem ser discutidos acompanhados de uma batida dance.
O trabalho foi lançado nos formatos disco compacto e fita cassete, primeiramente na Itália em 9 de novembro de 2005. Dois dias depois, foi liberado também na Alemanha. Em 14 do mesmo mês, foi distribuído em outras regiões da Europa, como Espanha, França e Reino Unido. No dia seguinte, o trabalho começou a ser comercializado em território norte-americano, nomeadamente no Canadá e nos Estados Unidos. No Japão, um DVD contendo o videoclipe de "Hung Up" e seu making-of, foi liberado para acompanhar o disco. Sua distribuição em disco de vinil ocorreu a partir de fevereiro de 2006 na França, seguido de um lançamento no território francês e britânico nos dias seguintes. Um álbum de remixes, intitulado Confessions Remixed, também foi distribuído em todo mundo em abril do mesmo ano, contendo remisturas de várias músicas do disco por vários disco-jóqueis (DJ). O conjunto de edição limitada foi lançado nos EUA e na Europa com uma tiragem relatada de 3 mil cópias impressas.

## Estrutura musical
"Eu queria elevar a mim mesma e aos outros com esse álbum. Então, sim, o novo disco foi uma reação a todas as outras coisas que eu estava fazendo, que eram de natureza muito séria. Espero que isso não pareça que eu quisesse fazer um trabalho superficial, porque não é. Quero que as pessoas sorriam ao ouvi-lo. Eu queria que isso colocasse um sorriso no meu rosto também".

— Madonna a falar sobre a suas intenções com o disco.

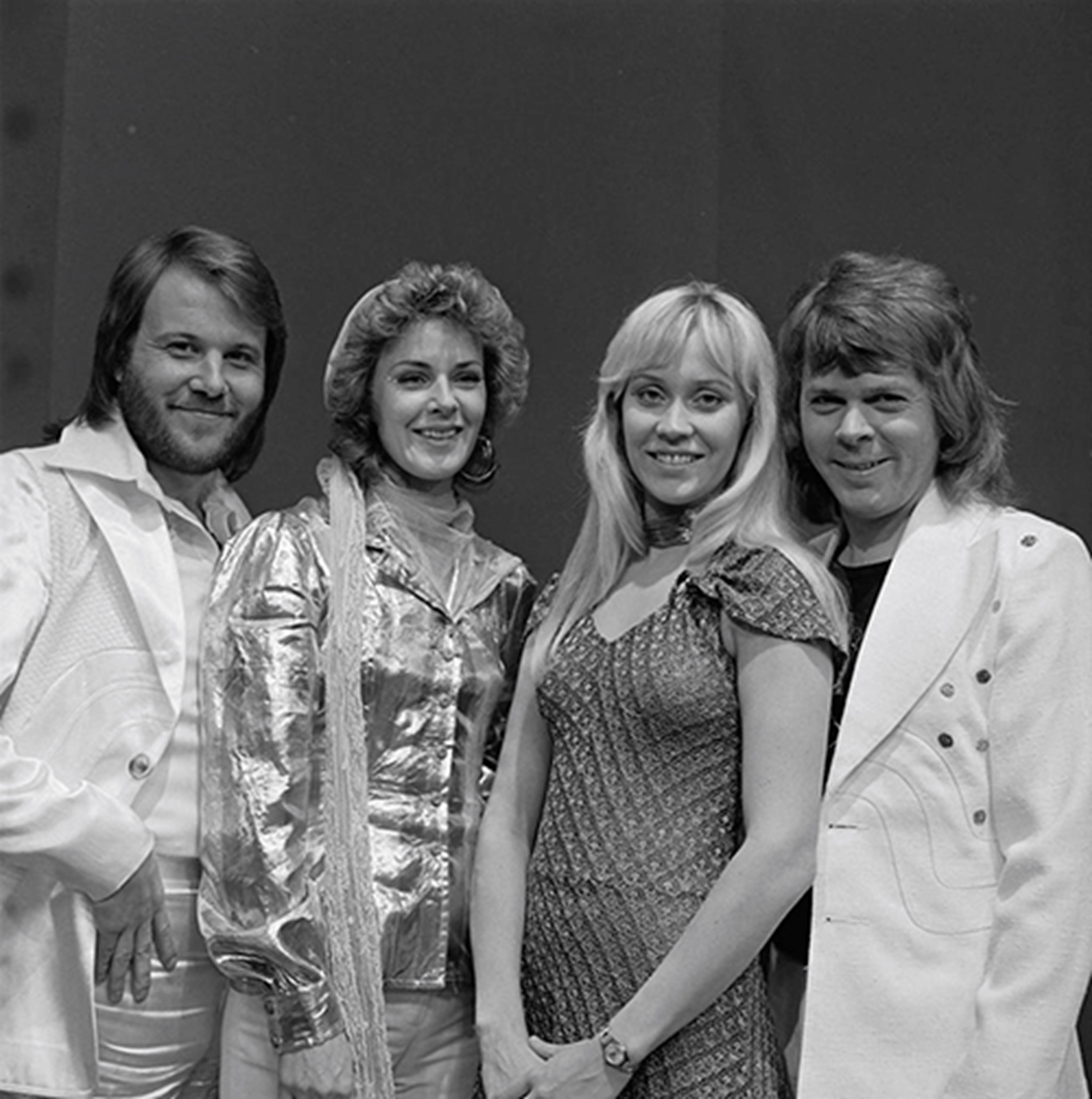
A primeira faixa do álbum, "Hung Up", contém interpolações de "Gimme! Gimme! Gimme! (A Man After Midnight)" do grupo sueco ABBA.

Do ponto de vista musical, Confessions on a Dance Floor possui uma sonoridade inspirada por gêneros como a música dance e disco dos anos 1970, além do dance-pop. É estruturado como num repertório geralmente usado por um DJ, já que as músicas não possuem fim, são todas instrumentalmente ligadas, sem cortes e intervalos, reforçando a temática de boate. Madonna comentou na conferência de imprensa em Tóquio que queria transformar o mundo numa pista de dança e assim marca o seu retorno as músicas com teor dance, após uma incursão por sons semi-acústicos em seu último registro de estúdio, American Life. De acordo com a própria intérprete, "esta é a direção do meu disco. Isso é o que pretendíamos: fazer um álbum em que você pudesse ouvir numa festa ou no seu carro, onde você não tem que ignorar uma balada. É imparável". Liricamente, contém mensagens profundas que remetem à fama, ao amor, aos relacionamentos e à religião. Apesar de suas batidas cativantes, Madonna compôs material com mensagens específicas e com certa clareza. Ela mesma descreveu o projeto como uma viagem da luz à escuridão, onde as primeiras músicas são mais felizes e superficiais para entrar nas profundezas do ser na segunda metade do álbum. Daí surgiu também o título onde a parte mais séria é carregada pela palavra Confissions e a parte mais superficial por on a Dance Floor.
O álbum abre com "Hung Up", número dance-pop influenciado pelos gêneros musicais como o disco e house. A canção apresenta uma amostra de "Gimme! Gimme! Gimme! (A Man After Midnight)", do grupo sueco ABBA, para a qual Madonna recebeu autorização dos compositores do grupo Benny Andersson e Björn Ulvaeus. Seus primeiros segundos são marcados, sonicamente, por um tímido e crescente tiquetaquear do relógio e a repetição consecutiva da frase "O tempo passa tão devagar" que simbolizam a monotonia de Madonna ao esperar por ser correspondida pelo par amoroso. Além disso, intrui o ouvinte a agarrar as oportunidades quando elas aparecem, caso contrário, "você vai acordar um dia e será tarde demais". "Get Together", segundo tema do álbum, convida os ouvintes a seguirem a intérprete num hipnótico ritmo dance pop em simbiose com o house, que remonta a trabalhos da dupla de DJs Daft Punk. A letra, traduz-se numa tentativa de recompor uma relação, mas acaba por se confirmar numa utopia decepcionante, como evidenciado no trecho; "É tudo uma ilusão/ Há muita confusão". A frase que se repete no refrão; "Baby, podemos fazer isso, podemos fazer tudo certo" foi tirada do single "Take Your Time (Do It Right)" da banda SOS.
"Enviei meu emissário a Estocolmo com a carta e o disco, implorando a eles e dizendo o quanto idolatro a música deles, dizendo que era uma homenagem, o que é verdade. E eles tiveram que pensar a respeito. Eles não disseram 'sim' de cara. Eles nunca deixam ninguém samplear a música deles, eles poderiam ter dito 'não', mas, graças a Deus, não o fizeram".
— Madonna revelando à revista britânica Attitude como abordou os compositores de "Gimme! Gimme! Gimme! (A Man After Midnight)" para fazer uso do instrumental da canção.

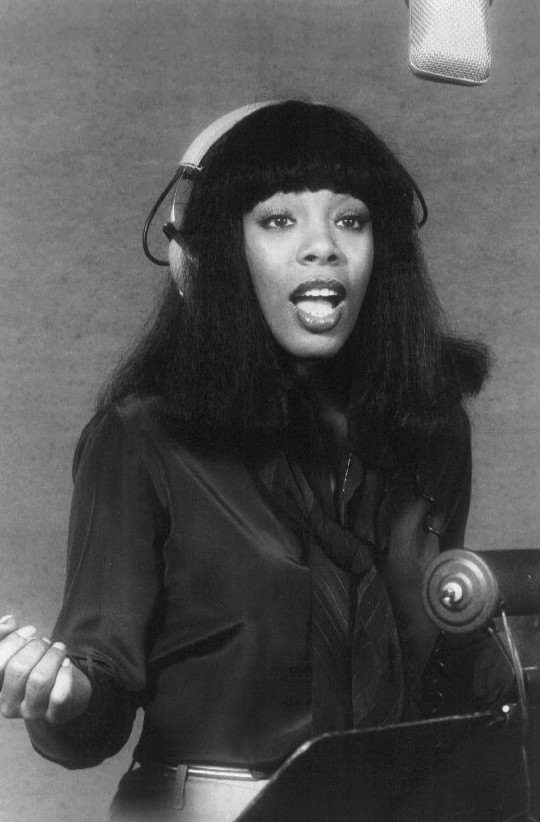
"Future Lovers" contém interpolações de "I Feel Love" (1970), gravado por Donna Summer (foto).

"Sorry" é, em termos musicais, um eletropop guiada por sintetizadores e ganchos adornados por arranjo mais graves. Na introdução e entre os versos segredam-se, em dez diferentes idiomas, pedidos de desculpa, mas Madonna pretende sair da teia infinitas de falsos arrependimentos e mentiras do par, despedindo-se do relacionamento consciente que merece melhor, proferindo: "Você não é metade do homem que pensa que é / [...] Não se explique porque falar é fácil/ Há coisas mais importantes do que ouvir você falar". De volta às suas raízes com instrumentais compostos por sintetizadores, "Future Lovers" é um interlúdio puramente disco, no qual ela questiona as barreiras invisíveis que nos impedem de amar alguém em força total. Contém influências de "I Feel Love" (1970), inicialmente gravado por Donna Summer. O álbum prossegue com "I Love New York". Iniciado e finalizado com sons ambiente alusivos a cidade título, Nova Iorque, musicalmente, é um techno cuja instrumentação inclui acordes de guitarra elétrica ondeantes, sendo a faixa do álbum em que elementos de rock está mais presente. Como o próprio nome indica, seu lirismo é uma  ode à Grande Maçã, onde Madonna diz como a cidade de Nova Iorque a faz feliz enquanto outras cidades, nem tanto. "Let It Will Be", a sexta faixa, é um novo fragmento do álbum que desvenda melodias tenebrosas, vulnerabilidades e, ainda, confidencialidades. Musicalmente mais intimista, Madonna revela a sua perceção da fama, glória e sucesso como efémeros, cantando; "Agora posso te contar sobre sucesso, sobre fama/ Sobre a ascensão e queda de todas as estrelas no céu/ E todas aquelas luzes que elas apagarão". É, definitivamente, um tema confessional que faz jus ao título do disco.
Segue-se, então, "Forbidden Love". Aqui o ouvinte é envolvido por melodia emocional e, por oposição à faixa anterior, há uma teatralidade angelical dos sentimentos, concretizada com sons idiofónicos produzidos por sinos, bem como pela distorção da voz. É uma música de tempo moderado com toques eletrônicos e muita presença de baixo; sua letra fala sobre um relacionamento amoroso torturante. Segundos antes da música antecedente terminar, ouve-se uma aprazível contagem decrescente para o início do tema seguinte de Confessions, "Jump". A obra reintroduz um ritmo vibrante e divertido que, metaforicamente, relembra o crescimento da artista na indústria da música e encoraja o público a arriscar também nos seus sonhos, multiplicando a premissa de saltar para algo novo na finitude do tempo. Em "How High" a intérprete reflete sobre a sua resiliência e dedicação para alcançar o sucesso, questionando-se do verdadeiro valor das conquistas que ansiava desde sempre. Sua produção incluí elementos eletrônicos e futuristas com efeitos de voz vocoder. O próximo número, "Isaac", é a faixa mais longa do projeto e conflui influências multiculturais, visto que ecoa líricas do misticismo cristão sacrificial de Isaac, vocalizadas por Yitzhak Sinwan; este, serviu de inspiração para o nome que a música leva, além de cantar as partes do poema hebraico iemenita "Im Nin'alu" na faixa. Inicialmente, Madonna brincou com a ideia de chamá-la de "Fear of Flying", já que a ideia por trás da composição era deixar ir. No final, ela decidiu simplesmente intitula-la de "Isaac", em homenagem à versão em inglês do nome de Sinwani. "Push", a seguinte, contém melodias submersas em efeitos robóticos e instrumentos de percussão. Outra música do conjunto que incorpora elementos da música "Every Breath You Take" (1983), do The Police, fala sobre como uma pessoa pode inspirar outra e ajudá-la a ultrapassar os limites. "Eu nunca vou parar" é a mensagem e promessa intemporal que o último tema do disco, "Like It Or Not", partilha independentemente de gostarem ou não do seu estrelato, personalidade internacional ou feminilidade, celebrando-se; "Celebre-me por quem eu sou/ Despreze-me por aquilo que não sou". Seus acordes de guitarra tocados por Henrik Jonback em sononoridade country finalizam esta obra discográfica.

## Recepção

### Crítica profissional
| Críticas profissionais | Críticas profissionais |
| Pontuações agregadas   | Pontuações agregadas   |
| Fonte                  | Avaliação              |
| ---------------------- | ---------------------- |
| Metacritic             | 80/100                 |
| Avaliações da crítica  |                        |
| Fonte                  | Avaliação              |
| Allmusic               | [ 46 ]                 |
| BBC Music              | (favorável)            |
| Billboard              | (favorável)            |
| Entertainment Weekly   | B+                     |
| The Guardian           | [ 37 ]                 |
| The Observer           | [ 50 ]                 |
| Rolling Stone          | [ 51 ]                 |
| Slant                  | [ 52 ]                 |
| Stylus                 | A−                     |
| Time                   | (favorável)            |

Confessions on a Dance Floor foi recebido com aclamação pela crítica especializada. No agregador de resenhas Metacritic — que estabelece uma média de até cem pontos com base nas avaliações dos críticos musicais —, obteve 80 pontos de aprovação, que foram baseados em 28 resenhas recolhidas, o que indica "aclamação universal". Keith Caulfield, da revista Billboard, considerou que "Confessions marca o regresso da 'Rainha do Pop" ao cenário musical. Stephen Thomas Erlewine, editor do banco de dados Allmusic, deu quatro estrelas e meia para o projeto e comentou que ele "é o primeiro álbum em que Madonna soa como uma artista veterana", visto que ela o criou para seu público de "boates ou, em outras palavras, o seu público principal". Numa resenha positiva para a BBC, Alan Braidwood sentiu que "este é o disco mais comercial que Madonna já fez em 15 anos e é mágico". Dando uma nota B+ numa escala de A a F, David Browne, da revista Entertainment Weekly, notou que apesar de todos os esforços da cantora em transformá-lo "em algo agitado e espontâneo, Confessions em poucos momentos se encaixa em um dos dois". Alexis Petridis, do jornal britânico The Guardian, concedeu quatro de cinco estrelas e avaliou que "o álbum pode ser um retorno ao seus princípios. Porém existe uma essência em Confessions on a Dance Floor. Deleita-se com as delícias do dance-pop internacionalmente plástico numa era em que cada vez menos artistas de dance-pop — que vai desde Rachel Stevens à protegida de Price, Juliet — desesperadamente conseguem algum tempo para fazer isso".
Peter Robinson, do The Observer, entregou cinco estrelas possíveis e declarou que "o álbum está no mesmo patamar" de clássicos da cantora, como True Blue (1986) e Like a Prayer. O revisor destacou a produção de Price, afirmando que "Confessions on a Dance Floor não existiria sem Madonna, mas Stuart Price rouba a cena". De forma similar à Robinson, France Presse, jornalista da Folha de S. Paulo, também prezou a produção da obra, expressando que a união de Price com a cantora "funcionou" e que se ela queria um álbum para as pistas de dança, o produtor "trouxe elementos de electro, disco dos anos 1970, Giorgio Moroder, coisas que ficariam diluídas com a cantora nas mãos de outro profissional menos cuidadoso. Já o senso pop de Madonna deu às canções caráter universal, digestivo e de bom gosto". Concluiu classificando-o com quatro estrelas de cinco. Daniela Paiva, escrevendo para o também brasileiro Correio Braziliense, avaliou o projeto com três estrelas, sentindo que, embora ele não apresente inovações em termos sonoros, "nos tempos atuais, relembrar a época do "balanço" — como era chamado o ritmo das pistas de dança nos anos 1990 —, faz certo sentido. Datado, sim, mas com Madonna na linha de frente a história jamais é simplória e comum". Stephen M. Deusner, crítico da Pitchfork Media, notou que, "com o trabalho, a artista novamente se reinventa e parece que desta vez é quase completamente". Em sua opinião, o álbum "também há faz parecer mais jovem". Acrescentado que a sua primeira parte — de "Hung Up" à "I Love New York" —, é forte e promissora. Entretanto, a segunda perde o equilíbrio entre a frivolidade do pop e a solenidade espiritual.
Com uma pontuação de quatro estrelas de dez, Thomas Inskeep, da revista Stylus, afirmou que é o disco de Madonna "com mais batidas desde o seu auto-intitulado lançado em 1983" e que "é o seu melhor trabalho desde Ray of Light (1998)". Kelefa Sanneh, do The New York Times, definiu como "exuberante" o conjunto. Ao mesmo tempo que Christian John Wikane, da PopMatters, comentou que "o álbum provou que Madonna, mesmo aproximando-se dos 50 anos de vida, ainda é uma força vital na música pop mundial", Joan Morgan, da The Village Voice, notou que nele ela, "por fim, encontra seu equilíbrio musical. Facilmente é o melhor disco dance do ano. Confessions é uma homenagem quase na perfeição a sensualidade bizarra da cena das discotecas de Nova Iorque na década de 1980, que deram a Madge suas raízes, o registro é explorado com desenvoltura e de forma convincente". Tom Leão, proferiu em sua resenha no O Globo, que o conjuto servia para provar que Madonna "ainda da caldo nos vocais e que, apesar da idade, da maternidade e das maluquices com a religião, nada disso a impediu de estar sincronizada e atualizada com a linguagem da música moderna do rádio, dos DJs e das pistas de dança mundiais". Por outro lado, Josh Tyrangiel, da revista Time, analisou que "na dance music, as palavras existem para serem repetidas, dobradas, escurecidas e ressuscitadas. Como o som neste momento é muito mais importante que o que eles significam, Madonna sabe isso melhor que ninguém. Confessions on a Dance Floor são 56 minutos de pura energia. Você vai deixar sentimentos bobos de lado e sentir a energia a noite toda".
Do mesmo modo, Sal Cinquemani, da Slant Magazine, também elogiou a obra em sua análise, premiando-o com quatro estrelas de cinco permitidas, e reparando que "Madonna, com a ajuda de Price, [...] conseguiu criar uma odisséia de dance-pop com um enquadramento emocional — embora não necessariamente narrativo — mixado, no processo, e continuamente, um grande "vai-se foder" à função shuffle do iPod, uma função que nada mais faz do que destruir a arte". Com a mesma atribuição, Alan Light, da revista Rolling Stone, afirmou que "o álbum mostra que Madonna nunca perdeu a fé no poder das batidas". Entretanto, comentou que este não passaria na "prova do tempo" como seus primeiros sucessos dance, todavia ainda prova seu ponto. Como Rakim em sua época, Madonna, no entanto, ainda pode agitar a multidão". Já Bill Lamb, resenhista do About.com, exclamou que é "um glorioso disco que vale a pena ser escutado". Finalmente, Jason Shawhan, da mesma página online, citou-o como "o mais divertido desde True Blue". Por sua vez Sérgio Ripardo, também da Folha de S. Paulo, foi completamente negativo em relação ao conjunto, adjetivando-o de "previsível, sem inovação, pensado para vender como água, explorando comercialmente o sucesso de Madonna entre os gays". Completa dizendo que "não há nada de revolucionário nele, que tem um foco bem definido de colocar no mercado um produto sem risco comercial, sem experimentalismo". Ao analisar a canção "I Love New York", o jornalista sugere ser uma "estratégia de capitalizar o nacionalismo da patriotada, em tempos de guerra ao terror. Ela já usou essa artimanha em American Life. Pode funcionar com os americanos, mas pega mal no resto do mundo".

### Reconhecimento
Em 2006, durante a 26.ª edição dos Brit Awards, Madonna ganhou o prêmio de Melhor Artista Solo Feminina Internacional. No mesmo ano, ela também ganhou o de Artista Pop Mais Vendida do Mundo e Artista Mais Vendida dos EUA nos World Music Awards, pelo álbum. Ela foi indicada a cinco prêmios na cerimônia daquele ano dos MTV Video Music Awards pelo videoclipe do primeiro single do álbum, "Hung Up". Madonna também foi indicada nas categorias; Melhor Álbum do Ano, Melhor Vídeo Pop e Melhor Artista Feminina nos MTV Europe Music Awards. Na 49.ª edição dos Grammy Awards, o projeto foi condecorado na categoria Melhor Álbum de Dance ou Eletrônica.
Para a Rolling Stone, que reuniu 50 discos lançados em 2005, Confessions on a Dance Floor é o vigésimo segundo melhor. A NME também o colocou no número 29 de sua lista dos 50 melhores álbuns do ano. Sal Cinquemani, da Slant Magazine, posicionou a obra na terceira posição entre os dez melhores de 2005. A mesma revista considerou-o o 38º melhor dos anos 2000. Três críticos que escreveram para a revista Stylus também incluíram Confessions on a Dance Floor em suas compilações de melhores discos do período. Já a revista Q nomeou-o o 26.° melhor. Ao ranquear os melhores projetos daquele período, o The Observer o colocou na 26.ª ocupação. No final da década de 2000, a Slant o ranqueou no número 38 de sua compilação dos 100 melhores álbuns dos produtores Aughts. Em 2015, a revista Vice elegeu Confessions on a Dance Floor o terceiro entre os 99 maiores discos dance de todos os tempos.

## Promoção

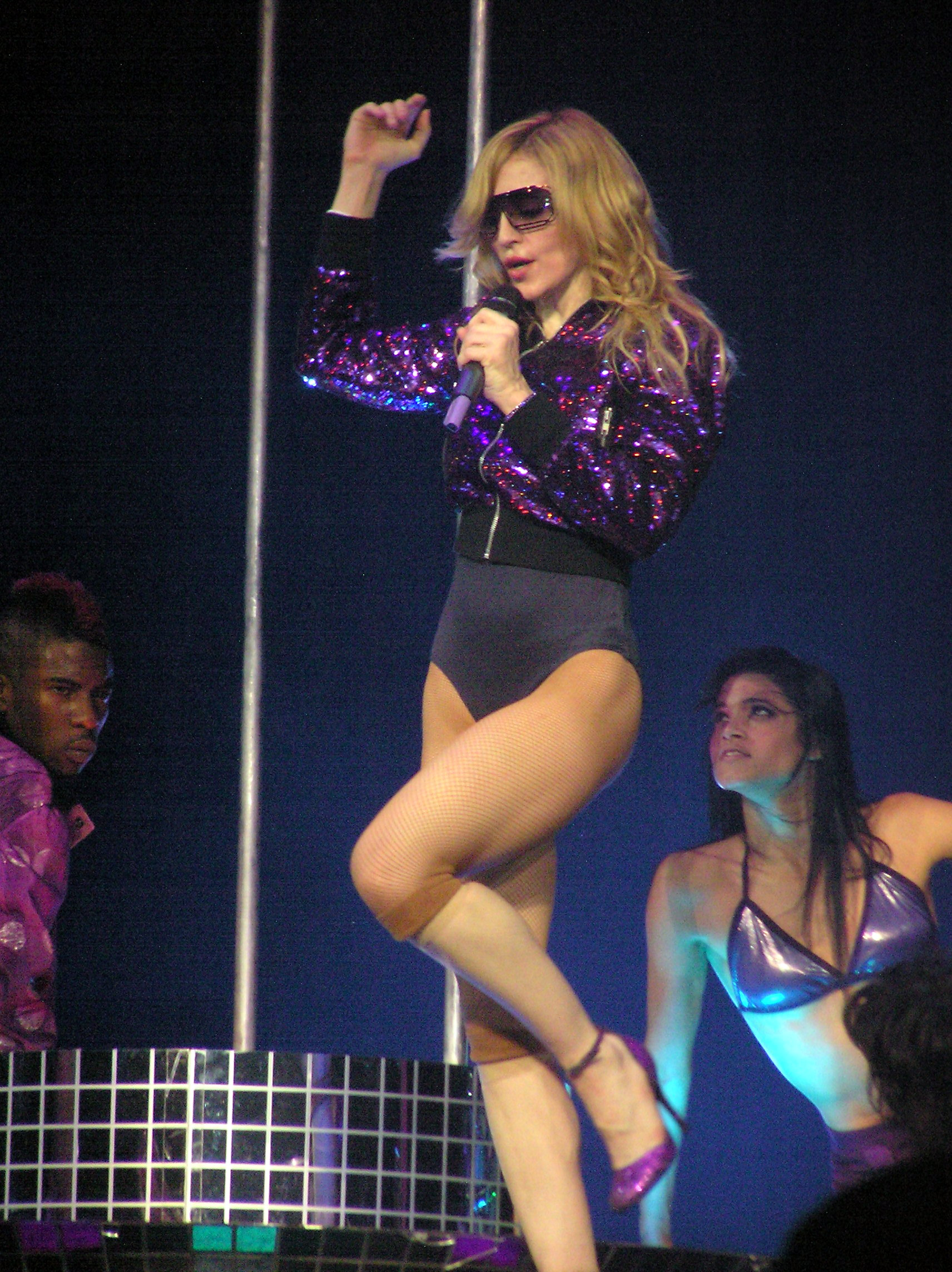
Madonna interpretando "Hung Up" na Confessions Tour.

Para promover Confessions on a Dance Floor, Madonna também alterou seu estilo visual, resgatando alguns aspectos da moda oitentista (jaqueta, calça capri de veludo e botas altas) nas apresentações ao vivo e nos videoclipes lançados. Sua página oficial na Internet também foi alterada para estar em sintonia com o lançamento do álbum e também foi lançado um número de telefone especial para que o público pudesse deixar mensagens ou confessassem algo para Madonna. "Hung Up" foi apresentado pela primeira vez em 4 de novembro de 2005, durante a abertura da décima cerimônia dos MTV Europe Music Awards. Como parte da Hung Up Promo Tour, a cantora realizou uma série de apresentações em boates, locais mais populares na era da disco music, em Londres, Estados Unidos, Japão, Alemanha e França. Nestes concertos, ela surgia de um globo de discoteca vestindo uma jaqueta roxa, calça capri de veludo e botas altas. O repertório incluía as canções "Hung Up", "Get Together", "Sorry", "I love New York", "Ray of Light", "Let It Will Be" e "Everybody".
A promoção televisiva do álbum, incluiu apresentações da cantora em programas de TV, como Wetten, dass..? na Alemanha e Star Academy na França, bem como na campanha beneficente, Children in Need em Londres. Ela também pode ser vista na série de televisão Parkinson. Em dezembro, viajou ao Japão, onde tocou "Hung Up" no programa SMAP×SMAP e em seu concerto no Studio Coast. Em 8 de fevereiro de 2006, Madonna abriu a 48.ª cerimônia dos Grammy Awards, juntando-se à banda de animação fictícia Gorillaz. O grupo apareceu diante do público graças a uma técnica tridimensional que projetava seus hologramas no palco, desta forma eles tocaram "Feel Good Inc." junto com o rapper De La Soul como artista convidado. Depois disso, Madonna apareceu no palco e começou a tocar "Hung Up" enquanto trocava de lugar com os hologramas da banda. Mais tarde, seu próprio grupo de dançarinos se juntou a ela e o restante da apresentação aconteceu no palco principal, e não na tela virtual. No dia seguinte, a primeira entrevista de Ellen DeGeneres com Madonna foi ao ar. O programa foi gravado no dia anterior, após a apresentação da artista no Grammy Awards, onde ela falou sobre os ensaios e outros assuntos de sua carreira e vida pessoal. Outra apresentação de "Hung Up" aconteceu em 30 de abril de 2006 durante o Festival de Música e Artes Coachella Valley, em Indio, Califórnia. Além disso, a artista concedeu entrevistas para veículos de várias partes do mundo, entre os quais esteve o Fantástico, da Rede Globo. No programa, exibido em 30 de outubro de 2005, ela foi entrevistada por Gloria Maria e conversou sobre o lançamento do álbum. Posteriormente, a jornalista disse que foi avisada antecipadamente que a artista não era alguém fácil de ser entrevistada, dizendo; "Eu saí daqui e diziam que a Madonna era difícil. Foi antipaticíssima com a Marília Gabriela e debochou do seu inglês". A brasileira contou que, ao chegar, foi avisada que teria apenas quatro minutos com a cantora. Apesar dos problemas e do nervosismo, ela afirma que na ocasião Madonna foi "uma simpatia, de uma gentileza".

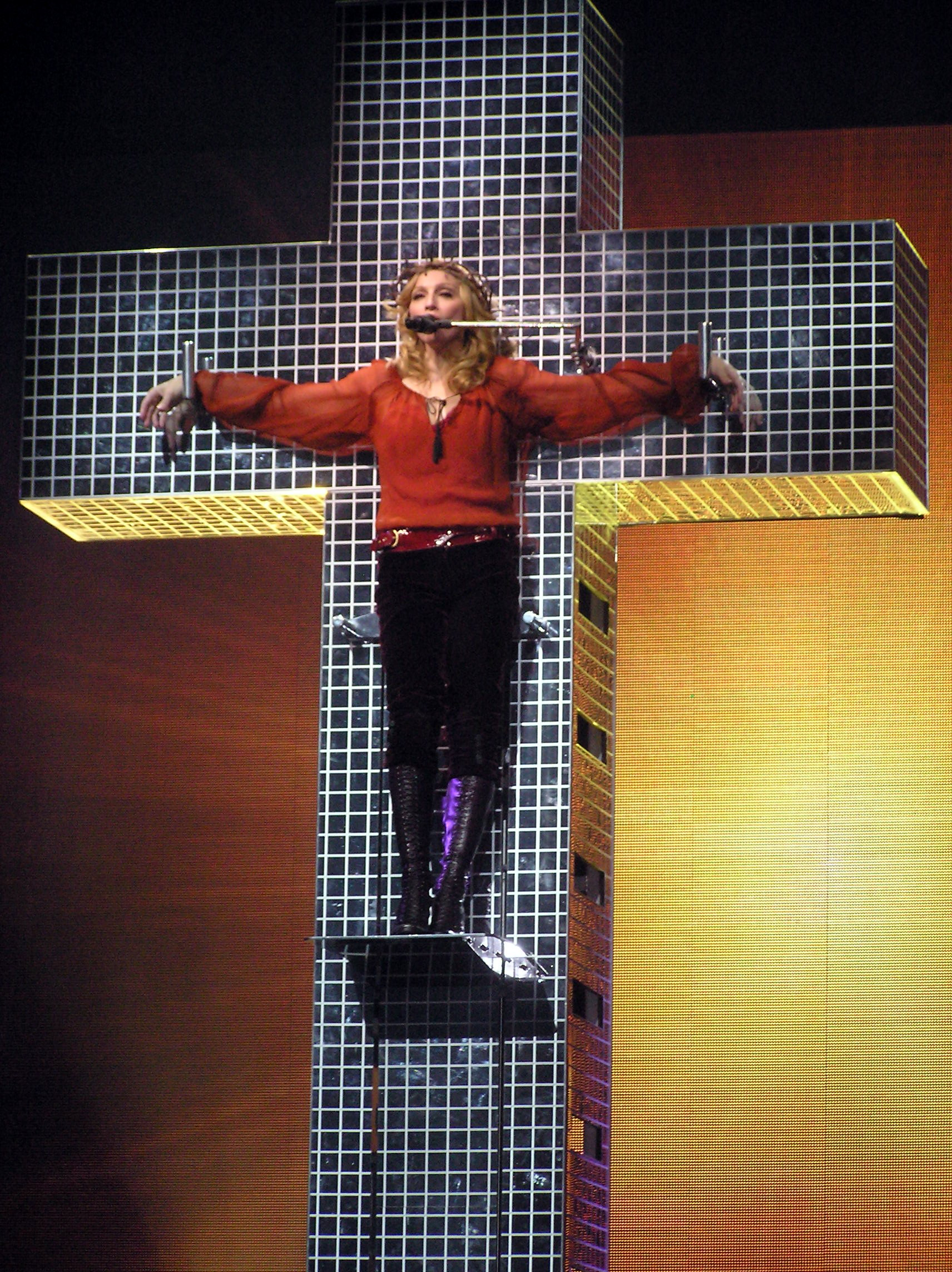
A performance de "Live to tell" na Confessions Tour (2006), em que Madonna cantava pendurada em uma cruz de espelhos e usando uma coroa de espinhos na cabeça, causou grande controvérsia.

Em suporte a obra, Madonna deu o início a Confessions Tour. A turnê começou em 21 de maio de 2006 na The Forum em Inglewood, Califórnia, encerrando-se em 21 de setembro no Tokyo Dome em Tóquio, Japão passando por arenas na América do Norte, Europa e Ásia, durante 60 concertos divididos em diferentes atos temáticos: Hipismo, Beduínos, Glam rock e Discoteca. Recebeu críticas geralmente positivas, embora a apresentação de "Live to Tell" (1986), em que Madonna usa uma coroa de espinhos enquanto canta pendurada em uma cruz espelhada, tenha recebido forte reação negativa de grupos religiosos; a apresentação no Estádio Olímpico de Roma foi condenada como um ato de blasfêmia para com a Igreja Católica Romana. Madonna respondeu dizendo que sua principal intenção com a apresentação era chamar a atenção para as milhões de crianças que morrem de fome e doenças na África. Apesar da polêmica, a digressão foi um sucesso comercial; os ingressos esgotaram rapidamente assim que as datas foram anunciadas, levando os organizadores a adicionar mais. Com um faturamento superior a 194 milhões e 700 mil dólares com 1 milhão e 200 mil espectadores, ultrapassou a Living Proof: The Farewell Tour (2002–2005), de Cher, como a turnê de maior bilheteria para uma artista feminina. Recebeu o troféu Produção de Palco Mais Criativa nos Pollstar Concert Industry Awards, bem como a de Maior Bilheteria pela Billboard Touring Conference and Awards. Além disso, foi reconhecida pelo Livro Guinness de Recordes Mundiais como a turnê musical de maior bilheteria até 2007. Os shows de agosto na Wembley Arena, em Londres, foram filmados profissionalmente e transmitidos como um especial na NBC, intitulado Madonna: The Confessions Tour Live; posteriormente, foi comercializado como álbum ao vivo e filme-concerto sob o título The Confessions Tour.

### Singles
Originalmente utilizada em anúncios televisivos e séries, "Hung Up" veio a ser distribuída digitalmente em 17 de outubro de 2005, através da iTunes Store, sendo a primeira faixa de Madonna a ser comercializada na loja. No dia seguinte, foi enviada para estações de rádio estadunidenses mainstream. Mais tarde, a obra foi disponibilizada em outros países, servindo como o primeiro single de Confessions on a Dance Floor. Recebeu análises geralmente positivas da mídia especializada, a qual prezou a sua composição e a forma como uma canção antiga se encaixava na faixa. Diversos profissionais sentiram que a música reestabeleceria a popularidade da cantora, que havia diminuído após o lançamento de American Life (2003). Converteu-se em um sucesso comercial mundial, liderando as tabelas musicais de 41 países e garantindo um lugar no Livro Guinness de Recordes Mundiais, juntamente com o álbum. Nos Estados Unidos a composição atingiu o oitavo lugar na Billboard Hot 100, o que igualou Madonna a Elvis Presley entre os artistas com o maior número de canções entre os dez primeiros lugares da tabela, ambos com 37. O vídeo musical correspondente foi dirigido por Johan Reck e estreou em 17 de outubro através do extinto programa musical Total Request Live. Apresentando uma homenagem aos filmes de John Travolta e à dança em geral, bem como um tema simples de dança, retrata Madonna vestida em um collant rosa dançando sozinha em um estúdio de balé, e concluiu seus passos em um salão de jogos com seus dançarinos de apoio. Ao longo do vídeo, são intercaladas cenas de pessoas mostrando suas habilidades de dança em locais como um bairro residencial de Los Angeles, um pequeno restaurante e um metrô característico de Londres.

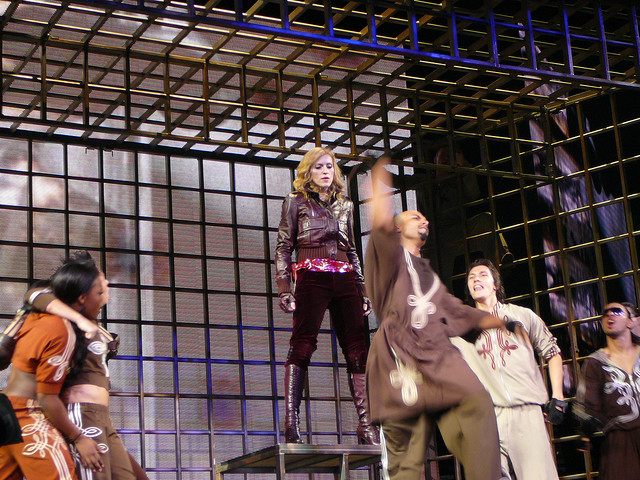
Madonna apresentando "Sorry", ladeada por seus dançarinos, durante a Confessions Tour. A música se tornou o seu décimo segundo single em primeiro lugar no Reino Unido.

"Sorry", foi lançado como o segundo single do álbum em 28 de fevereiro de 2006. Recebeu críticas positivas dos críticos contemporâneos que a consideraram como a faixa mais forte de Confessions on a Dance Floor. Alguns críticos também destacaram batidas influenciadas pela disco music, enquanto outros a compararam com outras canções de Madonna de mesmo estilo dance. Comercialmente, alcançou o sucesso comercial, culminando nas tabelas da Itália, Espanha, Romênia e Reino Unido — onde se tornou o 12.º single da cantora a atingir o topo. No entanto, nos Estados Unidos, não obteve o mesmo sucesso comercial por causa da radiodifusão baixa, mesmo assim chegou ao topo da tabela da Billboard, Hot Dance Club Songs. Dirigido por Jamie King, o videoclipe de acompanhamento foi gravado para parecer uma sequência ao de "Hung Up", pois começa exatamente no final desse com Madonna e seus dançarinos saindo da boate em que estavam. A cantora está com o mesmo penteado e visual dos anos 1970, vestindo agora um maiô branco e jaqueta e botas prateadas. O videoclipe continua explorando a temática retrô, com cores vibrantes e luzes neon características dos anos 1970 e 1980. Apesar da temática festiva, Madonna confronta vários homens ao longo do vídeo, resultando no final em uma luta coreográfica do seu grupo formado por mulheres contra
outro formado apenas por homens.
Em 6 de junho, "Get Together" foi liberado como o terceiro foco de promoção do registro. A decisão foi tomada tendo em vista que esta foi a terceira canção mais baixada do álbum. Também foi lançado para coincidir com o início da Confessions Tour. Os críticos elogiaram a capacidade da intérprete em tornar um comentário clichê num lema para a canção. Nos Estados Unidos converteu-se num sucesso na Hot Dance Club Songs, mas não conseguiu entrar na Billboard Hot 100. Alcançou as dez primeiras ocupações em países como Austrália, Reino Unido e Itália, e atingiu o cume na Espanha. A música ganhou dois videoclipes, ambos animados digitalmente. O primeiro, dirigido por Logan Studios, foi inspirado pelo pintor italiano Milo Manara e é extremamente colorido, tendo o rosa, roxo e azul como cores principais e traz imagens de prédios, cidades e desertos, tudo isso reunido com efeitos computadorizados. O segundo, dirigido por Eugene Riecansky, não possui tantos efeitos e parece ser uma versão mais simplificada do primeiro. O quarto e último single do disco, "Jump", foi lançado em 31 de outubro. Os críticos elogiaram a música e seu tema de empoderamento. Alcançou as dez primeiras posicões de vários países europeus, tendo alcançado o topo em países como Itália e Hungria. Fez sucesso em tabelas dance da Billboard mas não consegiu ingressar na Hot 100. Seu videoclipe correspondente, dirigido pelo coreógrafo da cantora, Jamie King, incorporou uma apresentação de Madonna no Koko Club, em Londres, mas foi animado para torná-lo visualmente diferente. Enquanto Madonna canta em um estúdio cheio de placas neon, cenas são intercaladas com seus dançarinos realizando o parkour nas ruas de Tóquio.

## Legado e impacto
Diversos jornalistas musicais e autores têm notado o legado Confessions on a Dance Floor para a carreira de Madonna e para a indústria da música. Christopher Rosa, do VH1, considerou-o o "melhor álbum" da carreira da artista, um "disco pop quase perfeito" e "sua reinvenção mais natural". Para Sancho Xavi, escrevendo em um artigo do jornal espanhol El País, a obra iniciou o renascimento da música disco durante o Século XXI no cenário mainstream e popularizou o conceito de renascimento de outros gêneros musicais durante a primeira década. Matthew Hocter, do Albumism, apontou que o gênero "permitiu que Madonna perdesse a seriedade de seu álbum anterior e voltasse a brincar, tanto com a moda quanto com sua música". Ele também notou que, despistando "os comentários misóginos em torno de sua aparência e daquele collant em "Hung Up", a cantora, então com 47 anos, estava novamente mostrando por que ela era (e é) uma força a ser reconhecida" e "ao invés de tentar "reinventar a rota", como tantas vezes faz, desta vez ela parece aceitá-la como ela é, retrabalhando-a até o presente e entregando um álbum dançante e sólido".
Escrevendo no Official Charts Company, Justin Myers comentou: "Uma 'fase imperial' é quando uma estrela pop está no auge de sua carreira, vendendo pilhas de discos, tendo grandes sucessos, lotando arenas, dominando o rádio e sendo geralmente inevitável e intocável. Muitos artistas pop mal conseguem isso. Graças a este álbum, Madonna conquistou sua terceira fase. Quantos popstars podem dizer isso honestamente?". Daniel Hughes, do portal PopCrush, sentiu que o disco agiu como "um ponto de virada para Madonna. Foi a última vez que ela realmente segurou o mundo pop na palma da mão e exerceu seu controle total. Era Madonna jogando o jogo estabelecido por [artistas] pop mais jovens e fazendo isso melhor do que eles podiam, ao mesmo tempo em que abandonava a jornada artística que vinha percorrendo há vinte anos". O editor completa dizendo que — "da dança ao sexo, à maternidade, à política e eventualmente da volta à dança —, apreciar Confessions é vivenciar uma gloriosa celebração de uma carreira em que ela tentou de tudo e fechou o círculo". Chamando-a de "Mãe da Reinvenção", Jim Schembri, do The Age, prezou a obra por ajudar a rejuvenscer a carreira da artista, dizendo: "[Madonna] recuperou seu lugar no firmamento pop com ferocidade incomparável. E ela é um excelente exemplo de sobrevivência pop. Em um firmamento que consome artistas como pipoca e onde o sucesso nas paradas é tão fugaz quanto a atenção em Jessica Simpson, Madonna continua sendo um farol inspirador e intimidador de permanência. Sua longevidade prosperou com sua capacidade de se reinventar continuamente, absorvendo os ventos da cultura pop e seguindo seu caminho a partir daí". Rodrigues detalha o impacto de Confessions on a Dance Floor para carreira de sua intérprete com as seguintes palavras:

A cantora trouxe de volta a admiração dos seus devotos fãs, assim como àqueles que apreciavam a disco e dance music, mas também atraiu olhares sobre um público maior, não tão próximo das pegadas retrógadas do álbum. Isso se dá a essência atual que o projeto trouxe, não sendo uma reprodução exata dos clássicos de 1970 e 1980, mas sim uma reinvenção. Essa estratégia de retorno ao passado é antes de tudo um posicionamento, como dito por Al Ries e Jack Trout [em The 22 Immutable Laws of Marketing] (2009), um reconhecimento da real situação de marca para conseguir lidar com novas ideias a fim de garantir uma posição fixa na mente do público. Madonna, sendo encarada como uma marca, conseguiu explorar uma temática antiga sob um novo viés, o que a garantiu originalidade e inovação.

Com a era Confessions on a Dance Floor, Madonna recurperou números de vendas expressivos que havia perdido com American Life. Pedro Piatkowski, da página online da Mars, Incorporated, comenta que "embora seus lançamentos subsequentes, incluindo  Hard Candy (2008) e MDNA (2012), vendessem bem e apresentassem singles de sucesso, Confessions on a Dance Floor seria a última vez que Madonna desfrutaria do tipo de sucesso pop onipotente de seus dias de auge". Acrescentando que, em um momento que "a cultura musical estava mudando rapidamente, e superestrelas como Madonna se espalhariam por multidões de artistas à medida que a música se tornasse muito mais ampla e dispersa. Ela ainda seria uma grande estrela na década de 2020, lançando mais álbuns, mas Confessions on a Dance Floor seria, até o momento, o último triunfo absoluto de sua carreira". Escrevendo para o site brasileiro CinePOP, Thiago Nolla analisa que Confessions on a Dance Floor não apenas provou "que Madonna tem energia de sobre para se reinventar e se revolucionar em detrimento do que os outros dias", mas que na "terceira década seguida [de sua carreira] e, em um infeliz prospecto, entrega ao público sua última grande epopeia na música". A influência do álbum foi notada em trabalhos de outros artistas, incluindo Dua Lipa em Future Nostalgia (2020), Kim Petras em Slut Pop (2022), e Romy em Mid Air (2023).

## Alinhamento de faixas
Todas as canções produzidas por Madonna e Stuart Price, exceto quando escrito.
| Confessions on a Dance Floor – Edição Padrão |                   |                                                           |                                |         |  |
| N.º                                          | Título            | Compositor(es)                                            | Produtor(es)                   | Duração |  |
| 1.                                           | "Hung Up"         | Madonna Stuart Price Benny Andersson Björn Ulvaeus        |                                | 5:36    |  |
| 2.                                           | "Get Together"    | Madonna Anders Bagge Peer Åström Price                    |                                | 5:30    |  |
| 3.                                           | "Sorry"           | Madonna Stuart Price                                      |                                | 4:43    |  |
| 4.                                           | "Future Lovers"   | Madonna Mirwais Ahmadzaï                                  | Madonna Ahmadzaï               | 4:51    |  |
| 5.                                           | "I Love New York" | Madonna Price                                             |                                | 4:11    |  |
| 6.                                           | "Let It Will Be"  | Madonna Ahmadzaï Price                                    |                                | 4:18    |  |
| 7.                                           | "Forbidden Love"  | Madonna Price                                             |                                | 4:22    |  |
| 8.                                           | "Jump"            | Madonna Joe Henry Price                                   |                                | 3:46    |  |
| 9.                                           | "How High"        | Madonna Christian Karlsson Pontus Winnberg Henrik Jonback | Madonna Bloodshy & Avant Price | 4:40    |  |
| 10.                                          | "Isaac"           | Madonna Price                                             |                                | 6:03    |  |
| 11.                                          | "Push"            | Madonna Price                                             |                                | 3:57    |  |
| 12.                                          | "Like It or Not"  | Madonna Karlsson Winnberg Jonback                         | Madonna Bloodshy & Avant       | 4:31    |  |
| Duração total:                               | Duração total:    | Duração total:                                            | Duração total:                 | 56:34   |  |

| Confessions on a Dance Floor – faixa bônus da edição limitada |                   |                  |                  |         |  |
| N.º                                                           | Título            | Compositor(es)   | Produtor(es)     | Duração |  |
| 13.                                                           | "Fighting Spirit" | Madonna Ahmadzaï | Madonna Ahmadzaï | 3:32    |  |

| Confessions on a Dance Floor – faixa bônus para download dos membros do ICON |             |                  |                  |         |  |
| N.º                                                                          | Título      | Compositor(es)   | Produtor(es)     | Duração |  |
| 13.                                                                          | "Super Pop" | Madonna Ahmadzaï | Madonna Ahmadzaï | 3:42    |  |

| Confessions on a Dance Floor – bônus da edição em DVD no Japão |                                          |             |         |  |
| N.º                                                            | Título                                   | Diretor(es) | Duração |  |
| 1.                                                             | "Hung Up" (videoclipe)                   | Johan Renck | 5:27    |  |
| 2.                                                             | "Hung Up: Making the Video" (bastidores) | Renck       | 14:08   |  |
| 3.                                                             | "Sorry" (videoclipe)                     | Jamie King  | 4:48    |  |
| 4.                                                             | "Sorry: Making the Video" (bastidores)   | King        | 14:38   |  |

Notas
- "Hung Up" contém sample de "Gimme! Gimme! Gimme! (A Man After Midnight)", interpretada por ABBA e escrita por Benny Andersson e Björn Ulvaeus.

## Equipe e colaboradores
Lista-se abaixo os profissionais envolvidos na elaboração do disco, de acordo com dados obtidos em seu acompanhante encarte:
| Locais de gravação - Mayfair Studios (Londres, Reino Unido) - Stuart Price's home (Londres, Reino Unido) - Murlyn Studios (Estocolmo, Suécia) | Locais de mixagem - Olympic Studios (Los Angeles, Califórnia) - Record Plant Studios (Los Angeles, Califórnia) - Murlyn Studios (Estocolmo, Suécia) |

Equipe de instrumentação e produção
- Madonna: vocais principais, vocais de apoio, guitarra
- Stuart Price: produção musical, teclados, sintetizadores, vocoder, programação, sequenciador, sampler
- Roberta Carraro: teclados, baixo, bateria, hamônica
- Yitzhak Sinwani: vocais adicionais em "Isaac"
- Monte Pittman: guitarra
- Magnus "Mango" Wallbert: programação
- Steven Klein: fotografia
- Giovanni Bianco: direção de arte e design gráfico
- Grubman Indursky: documentos legais
- Mark "Spike" Stent: mixagem
- Alex Dromgoole: assistência de engenharia de som
- David Emery: assistência de engenharia de som
- Antony Kilhoffer: assistência de engenharia de som
- Brian "Big Bass" Gardner: masterização

## Desempenho comercial
Em escala global, embora tenha sido lançado no final do ano, Confessions on a Dance Floor foi classificado pela International Federation of the Phonographic Industry (IFPI) como o sexto álbum mais vendido de 2005, com vendas superiores a 6 milhões e 300 mil cópias. Durante a sua semana de lançamento, noticiou-se que foram realizadas mais de 4 milhões de compras do produto; Estimasse que esse valor já tenha excedido 10 milhões até 2014, sendo considerado um dos discos que mais venderam no século 21. Além disso, o produto alcançou o primeiro lugar nas tabelas oficiais de 40 países, feito que o fez ser reconhecido pelo Livro Guinness de Recordes Mundiais como o disco "número um em mais países" até 2007. Nos Estados Unidos debutou no ápice da Billboard 200, vendendo 350 mil cópias em sua primeira semana. Com isso, tornou-se o sexto disco de Madonna a alcançar essa posição no país e o seu terceiro consecutivo a estrear diretamente no posto, precedido por Music (2000) e American Life (2003). Na semana seguinte comercializou 210 mil unidades — uma redução de 40% em relação a atualização anterior —, caindo para o quarto lugar e sendo substituído no cume por Hypnotize, da banda System of a Down. Paralelamente, liderou a genérica Dance/Electronic Albums tanto em sua atualização semanal quanto anual. A Recording Industry Association of America (RIAA) emitiu uma certificação de platina denotando a distribuição de mais de um milhão de réplicas no território. De acordo com a Nielsen SoundScan, esse valor já excedeu 1 milhão e 703 mil cópias até 2010. De igual forma, no Canadá estreou no topo ao vender 74 mil exemplares na primeira semana. Totalizou 46 edições na tabela e recebeu cinco certificações de platina, pela Music Canada (MC), por 500 mil réplicas consumidas no país.
No Brasil, Confessions on a Dance Floor conquistou a posição máxima da parada de álbuns divulgada pela revista Época na semana de 23 a 29 de novembro de 2005. Já na tabela monitorada pelo instituto Nelson Oliveira Pesquisa e Estudo de Mercado (NOPEM) — e divulgada pela Folha de S.Paulo —, foi o vice-líder entre os discos internacionais mais adquiridos na cidade de São Paulo durante a semana de 9 de dezembro de 2005. Consequentemente, foi condecorado com certificado de ouro, pela Pro-Música Brasil (PMB), denotando 50 mil unidades adquiridas na nação. Veio a conquistar a 2.ª e 3.ª ocupações, respectivamente, na parada musical da Argentina e do México; No primeiro, vendeu mais de 200 mil cópias e foi certificado com platina quíntupla pela Cámara Argentina de Productores de Fonogramas y Videogramas, enquanto, no segundo, foram mais de 100 mil cópias reconhecidas com platina pela Asociación Mexicana de Productores de Fonogramas y Videogramas. Assim como no continente americano, na Oceania, o projeto obteve êxito comercial; na Austrália estreou diretamente no comando da tabela e esteve presente por um total de 33 edições entre os seus 50 primeiros colocados. Desde então, a Australian Recording Industry Association (ARIA) classificou-o com platina por exportar mais de 140 mil exemplares no território. Já na Nova Zelândia estreou na quinta ocupação, que foi seu pico, e veio a ser condecorado com platina pela Recorded Music NZ (RMNZ) ao vender de 15 mil unidades.
Também obteve o quinto como melhor posto na japonesa Oricon, onde 500 mil cópias comercializadas no país o levaram a ser certificado de platina pela Recording Industry Association of Japan (RIAJ). Foi certificado como ouro em Em Hong Kong, além de ser um dos dez discos internacionais mais comprados no território em 2005. No Reino Unido estreou no ápice da UK Albums Chart, tornando-se o nono disco de Madonna, e o seu quinto consecutivo, a conquistar o posto. Eventualmente, vendeu mais de 1 milhão e 600 mil exemplares no país que foram reconhecidos pela British Phonographic Industry (BPI) com quatro galardões de platina. Ao redor da Europa o material também experimentou sucesso comercial, sendo o líder em nações como Alemanha, Áustria, Bélgica (Flandres e Valônia), Dinamarca, Espanha, Finlândia, França, Grécia, Hungria, Noruega, Portugal, Suécia e Suíça. Em solo francês realizou a sua entrada no 113.° emprego da Syndicat National de l'Édition Phonographique (SNEP) e, na edição seguinte, saltou 112 posições e alcançou o cume, onde permaneceu por três semanas. Como consequência, liderou a European Top 100 Albums e vendeu mais de quatro milhões de cópias em todo o continente, o que o levou a receber quatro certificados de platina pela IFPI em 2006.
| País — Tabela musical (2005—06)          | Melhor posição |
| ---------------------------------------- | -------------- |
| Alemanha (GfK Entertainment Charts)      | 1              |
| Argentina (CAPIF)                        | 1              |
| Austrália (ARIA Charts)                  | 1              |
| Áustria (Ö3 Austria Top 40)              | 1              |
| Bélgica (Ultratop 40 de Flandres)        | 1              |
| Bélgica (Ultratop 50 de Valônia)         | 1              |
| Brasil (Época)                           | 1              |
| Brasil (NOPEM) Apenas São Paulo          | 2              |
| Canadá (Canadian Albums Chart)           | 1              |
| Croácia (CDU)                            | 1              |
| Dinamarca (Hitlisten)                    | 1              |
| Escócia (OCC)                            | 1              |
| Espanha (PROMUSICAE)                     | 1              |
| Estados Unidos (Billboard 200)           | 1              |
| Estados Unidos (Dance/Electronic Albums) | 1              |
| Europa (European Top 100 Albums)         | 1              |
| Finlândia (IFPI Finlândia)               | 1              |
| França (SNEP)                            | 1              |
| Grécia (IFPI Grécia)                     | 1              |
| Hungria (MAHASZ)                         | 1              |
| Irlanda (IRMA)                           | 3              |
| Itália (FIMI)                            | 1              |
| Japão (Oricon)                           | 5              |
| México (AMPROFON)                        | 3              |
| Noruega (VG-lista)                       | 1              |
| Nova Zelândia (Recorded Music NZ)        | 5              |
| Países Baixos (Dutch Charts)             | 1              |
| Polônia (ZPAV)                           | 1              |
| Portugal (AFP)                           | 1              |
| Reino Unido (UK Albums Chart)            | 1              |
| Reino Unido (UK Dance Albums)            | 1              |
| Suécia (Sverigetopplistan)               | 1              |
| Suíça (Schweizer Hitparade)              | 1              |

| País — Tabela musical (2005)        | Posição |
| ----------------------------------- | ------- |
| Alemanha (GfK Entertainment Charts) | 39      |
| Austrália (ARIA Albums)             | 44      |
| Austría (Ö3 Austria Top 40)         | 12      |
| Bélgica (Ultratop 40 de Flandres)   | 14      |
| Bélgica (Ultratop 50 de Valônia)    | 2       |
| Espanha (PROMUSICAE)                | 15      |
| Finlândia (IFPI Finlândia)          | 5       |
| França (SNEP)                       | 4       |
| Irlanda (IRMA)                      | 20      |
| México (AMPROFON)                   | 54      |
| Mundo (IFPI)                        | 6       |
| Países Baixos (Dutch Charts)        | 10      |
| Reino Unido (UK Albums Chart)       | 15      |
| Suécia (Sverigetopplistan)          | 2       |

| País — Tabela musical (2006)                    | Posição |
| ----------------------------------------------- | ------- |
| Alemanha (GfK Entertainment Charts)             | 13      |
| Argentina (CAPIF)                               | 10      |
| Austrália (ARIA Albums)                         | 28      |
| Bélgica (Ultratop de Flanders)                  | 14      |
| Bélgica (Ultratop de Valônia)                   | 19      |
| Espanha (PROMUSICAE)                            | 20      |
| Estados Unidos (Billboard 200)                  | 22      |
| Estados Unidos (Dance/Electronic Albums)        | 1       |
| Europa (European Top 100 Albums)                | 2       |
| Finlândia (IFPI Finlândia)                      | 10      |
| França (SNEP)                                   | 21      |
| Grécia (IFPI Grécia) Álbuns Estrangeiros        | 13      |
| Hungria (MAHASZ)                                | 16      |
| Hungria (MAHASZ) Álbuns e Compilações           | 5       |
| Japão (Oricon)                                  | 37      |
| México (AMPROFON)                               | 21      |
| México (AMPROFON) Álbuns em inglês              | 6       |
| Países Baixos (MegaCharts)                      | 22      |
| Reino Unido (UK Albums Chart)                   | 46      |
| Suécia (Sverigetopplistan)                      | 24      |
| Suécia (Sverigetopplistan) Álbuns e Compilações | 29      |
| País — Tabela musical (2007)                    | Posição |
| Austrália (ARIA Dance Albums)                   | 42      |
| Bélgica (Ultratop de Flanders)                  | 17      |
| Bélgica (Ultratop de Valônia)                   | 3       |
| Estados Unidos (Dance/Electronic Albums)        | 7       |
| França (SNEP/IFOP)                              | 205     |
| Hungria (MAHASZ) Álbuns e Compilações           | 98      |

| País — Tabela musical (2000–09)          | Posição |
| ---------------------------------------- | ------- |
| Estados Unidos (Dance/Electronic Albums) | 2       |
| Países Baixos (MegaCharts)               | 41      |
| Reino Unido (UK Albums Chart)            | 82      |

| Região                                                                                             | Certificação | Vendas     |
| -------------------------------------------------------------------------------------------------- | ------------ | ---------- |
| Alemanha (BVMI)                                                                                    | 3× Platina   | 600 000*   |
| Argentina (CAPIF)                                                                                  | 2× Platina   | 80 000^    |
| Austrália (ARIA)                                                                                   | 2× Platina   | 140 000^   |
| Bélgica (BEA)                                                                                      | Platina      | 50 000*    |
| Brasil (Pro-Música Brasil)                                                                         | Ouro         | 50 000*    |
| Canadá (Music Canada)                                                                              | 5× Platina   | 500 000^   |
| Chile (IFPI Chile)                                                                                 | Ouro         | 10 000^    |
| Dinamarca (IFPI Dinamarca)                                                                         | 5× Platina   | 100 000^   |
| Espanha (PROMUSICAE)                                                                               | 2× Platina   | 160 000^   |
| Estados Unidos (RIAA)                                                                              | Platina      | 1 734 000  |
| Finlândia (Musiikkituottajat)                                                                      | Ouro         | 54 588     |
| França (SNEP)                                                                                      | Diamante     | 750 400    |
| Grécia (IFPI Grécia)                                                                               | Ouro         | 40 000^    |
| Hong Kong (IFPI Hong Kong)                                                                         | Ouro         | 10 000*    |
| Hungria (MAHASZ)                                                                                   | 2× Platina   | 40 000^    |
| Irlanda (IRMA)                                                                                     | 4× Platina   | 60 000^    |
| Japão (RIAJ)                                                                                       | 2× Platina   | 500 000^   |
| México (AMPROFON)                                                                                  | Platina      | 100 000^   |
| Nova Zelândia (RIANZ)                                                                              | Platina      | 15 000^    |
| Países Baixos (NVPI)                                                                               | Platina      | 80 000^    |
| Polônia (ZPAV)                                                                                     | Platina      | 20 000*    |
| Reino Unido (BPI)                                                                                  | 4× Platina   | 1 340 000  |
| Rússia (2M)                                                                                        | 5× Platina   | 100 000*   |
| Suécia (GLF)                                                                                       | 2× Platina   | 120 000^   |
| Suíça (IFPI Suíça)                                                                                 | 3× Platina   | 140 000^   |
| Resumos                                                                                            |              |            |
| Europa (IFPI)                                                                                      | 4× Platina   | 4 000 000* |
| Mundo                                                                                              | —            | 10 000 000 |
| *números de vendas baseados somente na certificação ^distribuições baseadas apenas na certificação |              |            |

## Histórico de lançamento
| País           | Data                    | Formato             | Gravadora    | Ref.    |
| -------------- | ----------------------- | ------------------- | ------------ | ------- |
| Itália         | 9 de novembro de 2005   | CD download digital | Warner Bros. | [ 24 ]  |
| Alemanha       | 11 de novembro de 2005  | CD download digital | Warner Bros. | [ 25 ]  |
| França         | 14 de novembro de 2005  | CD download digital | Warner Bros. | [ 27 ]  |
| Espanha        | 14 de novembro de 2005  | CD download digital | Warner Bros. | [ 26 ]  |
| Reino Unido    | 14 de novembro de 2005  | CD download digital | Warner Bros. | [ 28 ]  |
| Canadá         | 15 de novembro de 2005  | CD download digital | Warner Bros. | [ 29 ]  |
| Estados Unidos | 15 de novembro de 2005  | CD download digital | Warner Bros. | [ 30 ]  |
| Japão          | 16 de novembro de 2005  | CD download digital | Warner Bros. | [ 31 ]  |
| França         | 13 de fevereiro de 2006 | Vinil               | Warner Bros. | [ 32 ]  |
| Reino Unido    | 6 de março de 2006      | Vinil               | Warner Bros. | [ 266 ] |
| Alemanha       | 24 de março de 2006     | Vinil               | Warner Bros. | [ 267 ] |